# Чеченские вооружённые формирования в российско-украинской войне
Чеченские вооружённые формирования — принимали участие в военных действиях по обе стороны в период российско-украинской войны. Неофициальное название «кадыровцы».

## Пророссийские силы
Всего сообщалось об отправке из России на Украину порядка 3.5 тысяч российских солдат чеченского происхождения, однако реальное количество составляет не более 2000 человек Росгвардии и Сухопутных войск. Основную часть чеченских формирований составляют: 141-й специальный моторизованный полк, Полк полиции специального назначения имени Героя России А. А. Кадырова
26 февраля глава Чеченской Республики Рамзан Кадыров объявил о переброске чеченских вооруженных сил на Украину, заявив, что Владимир Путин «принял правильное решение, и мы будем выполнять его приказы при любых обстоятельствах». В тот же день российское государственное СМИ RT опубликовало видео, на котором, по его словам, 12 000 чеченских солдат собрались на главной площади Грозного, столицы Чечни, готовясь к войне на Украине.
27 февраля украинские военные заявили, что уничтожили большую колонну чеченского спецназа, собравшуюся возле Гостомеля, города на северо-западе Киевской области. Вскоре после этого украинские военные заявили, что генерал-майор Магомед Тушаев, командир 141-го мотострелкового полка Кадыровской гвардии, был убит в бою.
28 февраля Кадыров опубликовал сообщение в Telegram, в котором сказал, что «выбранная тактика на Украине слишком медленная», призывая российские силы к более агрессивным действиям. 1 марта Кадыров опубликовал еще один пост в Telegram, в котором говорилось, что два чеченских солдата были убиты и шестеро ранены, и сказал, что нужно «перейти к широкомасштабным мерам».
Пресс-секретарь Светланы Тихановской Анна Красулина 2 марта утверждала, что большое количество тел погибших чеченских бойцов тайно хранится в моргах белорусского Мозыря. Независимых или официальных подтверждений этой информации нет.
3 марта The Times сообщила, что группу чеченских солдат отправили на проникновение в Киев с целью убийства президента Украины Владимира Зеленского, но группа была нейтрализована после утечки информации от антивоенных элементов Федеральной службы безопасности России.
Журналисты Reuters посетили город Буча под Киевом, опросив очевидцев, изучив фото-, видеодоказательства и документы, оставленные россиянами после отступления из Киевской области в ходе вторжения на Украину в 2022 году. По данным журналистов, в Лубянке, Гостомеле и Бородянке Киевской области во время российской оккупации находились чеченские подразделения. Очевидцы заявили Reuters, что видели военных из Чечни в Буче. Житель Бучи свидетельствовал журналистам о случае убийства безоружного местного жителя военными из Чечни.
Спецназ «Ахмат» был создан в начале вторжении России на Украину (март 2022 года) как добровольческое подразделение. В мае 2022 года военная разведка Украины опубликовала поимённый список из 2 425 чеченских добровольцев, половина людей из списка были не из Чечни, а из других регионов России. Среди них оказались 14 человек, находившихся в разные годы в перечне террористов Росфинмониторинга. Пятеро оставались в этом списке к моменту их отправки на войну (одного из них исключили в октябре). Среди добровольцев оказался террорист из окружения Шамиля Басаева, получивший награду Ичкерии за нападение на больницу в Будённовске, и боевик из отряда полевого командира Руслана Гелаева.
31 мая 2022 года стало известно о гибели заместителя командира 4-го батальона спецполка полиции имени Ахмата Кадырова — подполковника Заура Димаева.
В июне в Чечне создали четыре новых батальона «Ахмат» (Север, Юг, Запад и Восток) в составе Минобороны.
В конце октября депутат Госдумы Адам Делимханов заявил о создании по инициативе Рамзана Кадырова нового чеченского батальона в составе Минобороны РФ имени первого имама Кавказа шейха Мансура. По его словам, подразделение возглавит Руслан Геремеев, экс-офицер батальона ВВ «Север», фигурант дела об убийстве Бориса Немцова.

### Критика
Эксперты отмечают что чеченские формирования России используются в основном как войска второго эшелона, заходящие в тот или иной район, после того, как российские войска займут его, лишь изредка вступая в бой с украинскими войсками, являясь при этом более "рекламной" и вспомогательной силой, чем боевой. Также формирования использовались в качестве сопровождающих эшелонов на захваченной территории или для предотвращения отступления российских войск (имеются многочисленные сообщения о том, что чеченские подразделения казнили раненых российских солдат и расстреливали тех, кто отступал с поля боя), кроме того, небольшое количество таких формирований (менее 2000 человек) ограничивает роль, которую такие формирования могут играть в достижении любой поставленной военной цели
Это сборная солянка со всех республиканских органов полиции, не подготовленная и не оснащенная в соответствии с задачами. Это обычные люди, на которых потратили деньги, экипировали и предложили поучаствовать в войне.Командир батальона ДНР «Восток» Александр Ходаковский, ,
Игорь Стрелков обвинил чеченские подразделения в пиаре на взятии города Попасная. По его словам, вопреки заявлениям главы Чечни, кадыровцы не имеют отношения к захвату данного населенного пункта. Ранее, Стрелков регулярно и в пренебрежительной форме высказывался о плохой боеспособности кадыровцев и о постановочном характере видеороликов подразделения.
Отмечается что входящие в Росгвардиию "кадыровские отряды" приобрели репутацию подразделения, "созданного для тик-тока", "тик-ток войска", а не мощной боевой силы, что ограничивает их возможности на практике. Также отмечается постановочный характер множества публикующихся видеороликов: боёв, раздачи гуманитарной помощи и других.
Отмечается что «подвиги» кадыровцев транслируют по местному чеченскому телевидению и их снимает команда операторов телеканала Грозный
Чеченские боевики очень хорошо умеют снимать видео в TikTok, демонстрируя свое снаряжение, но в реальных боях они оказались средними.Люк Коффи, эксперт по аналитического центра Heritage Foundation
Чеченским формирования ставится в вину жестокие репрессиях против мирных жителей в тылу, а также создание различных постановочных видеороликов с участием местных жителей
Что касается эффективности, то они, безусловно, эффективны для запугивания населения.Эвелин Фаркас, исполнительный директор Института Маккейна
Действительно, чеченские боевики не оправдали своей репутации мифических воинов... Им там действительно надрали задницы.Глен Ховард, эксперт по России и президент аналитического центра Jamestown Foundation
Чеченские подразделения были идентифицированы как исполнители преступлений в Буче, где, как сообщается, они терроризировали украинских гражданских лиц с момента входа в город.
28 июля 2022 года в сети распространились видео кастрации и убийства российским военнослужащим связанного украинского военнопленного. Преступник был идентифицирован как боец СОБР «Ахмата» Очур-Суге Монгуш из Тувы.

## Проукраинские силы
Ряд чеченцев, в том числе настроенных против путинского режима, принимали участие в боевых действиях на стороне украинских сил, например, в составе батальона им. Джохара Дудаева и батальона им. Шейха Мансура, которые с 2014 года воюют против пророссийских сил на Донбассе.